# Bill Self
Bill Eugene Self (Okmulgee, 27 dicembre 1962) è un ex cestista e allenatore di pallacanestro statunitense, campione NCAA nel 2008 e nel 2022 con i Kansas Jayhawks.

## Palmarès
- Campione NCAA (2008, 2022)
- 2 volte Associated Press College Basketball Coach of the Year (2009, 2016)
- Henry Iba Award (2009)
- Naismith College Coach of the Year (2012)
- John R. Wooden Award (2013)
- NABC Coach of the Year (2016)